# Duberto Aráoz
Duberto Aráoz o Duberty Aráoz (21 de desembre de 1920 -?) fou un futbolista bolivià.

## Selecció de Bolívia
Va formar part de l'equip bolivià a la Copa del Món de 1950.